# Girjasjauratj
Girjasjauratj är en sjö i Arjeplogs kommun i Lappland och ingår i Umeälvens huvudavrinningsområde. Sjön har en area på 0,155 kvadratkilometer och ligger 1 014,5 meter över havet.

## Delavrinningsområde
Girjasjauratj ingår i det delavrinningsområde (735447-150970) som SMHI kallar för Mynnar i Duolbajåkkå. Medelhöjden är 1 013 meter över havet och ytan är 27,25 kvadratkilometer. Det finns inga avrinningsområden uppströms utan avrinningsområdet är högsta punkten. Vattendraget som avvattnar avrinningsområdet har biflödesordning 6, vilket innebär att vattnet flödar genom totalt 6 vattendrag innan det når havet efter 480 kilometer. Avrinningsområdet består mestadels av kalfjäll (99 procent). Avrinningsområdet har 0,26 kvadratkilometer vattenytor vilket ger det en sjöprocent på 0,9 procent.